# Opel Zafira

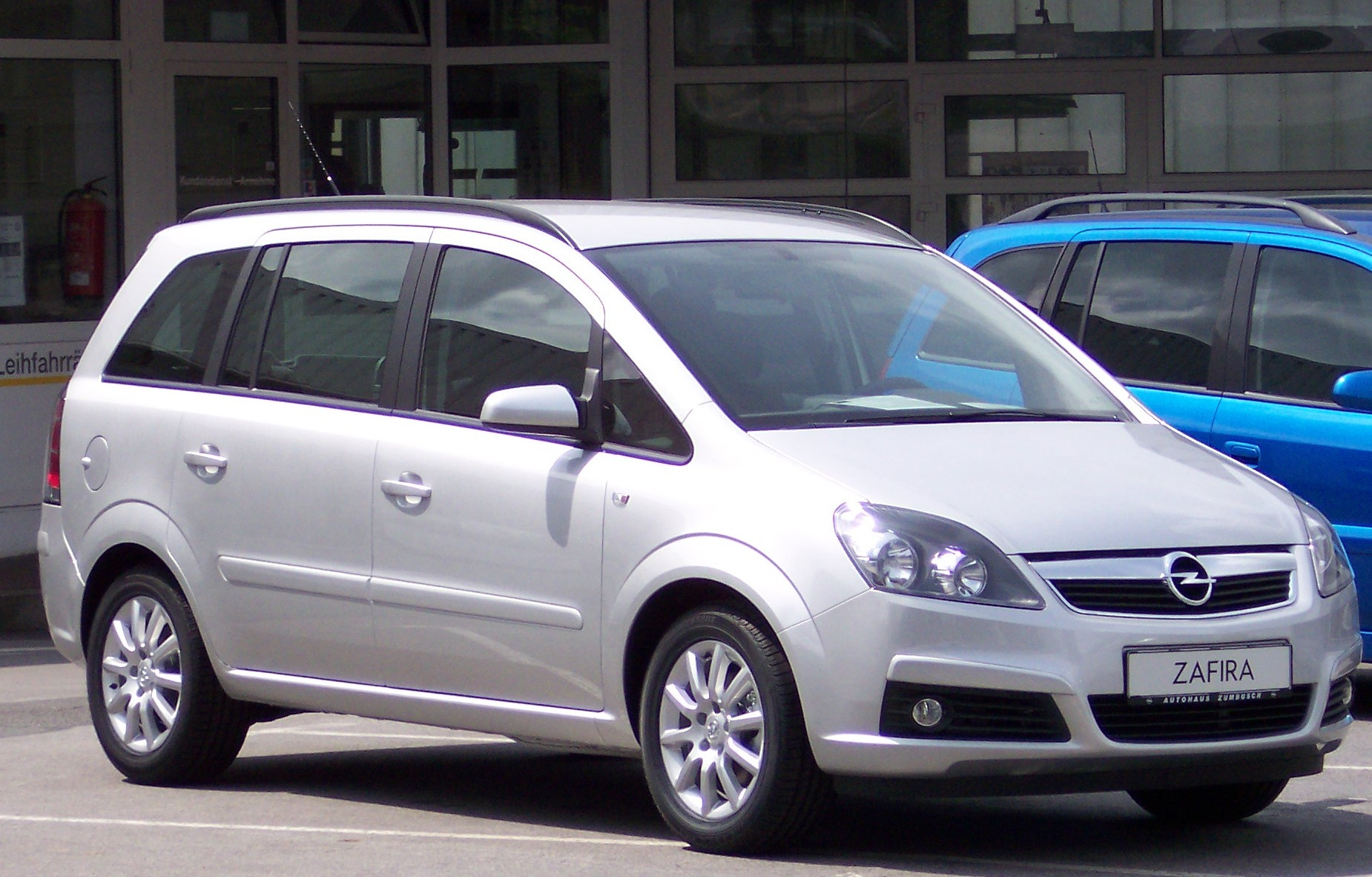
Opel Zafira B (2005–2009)

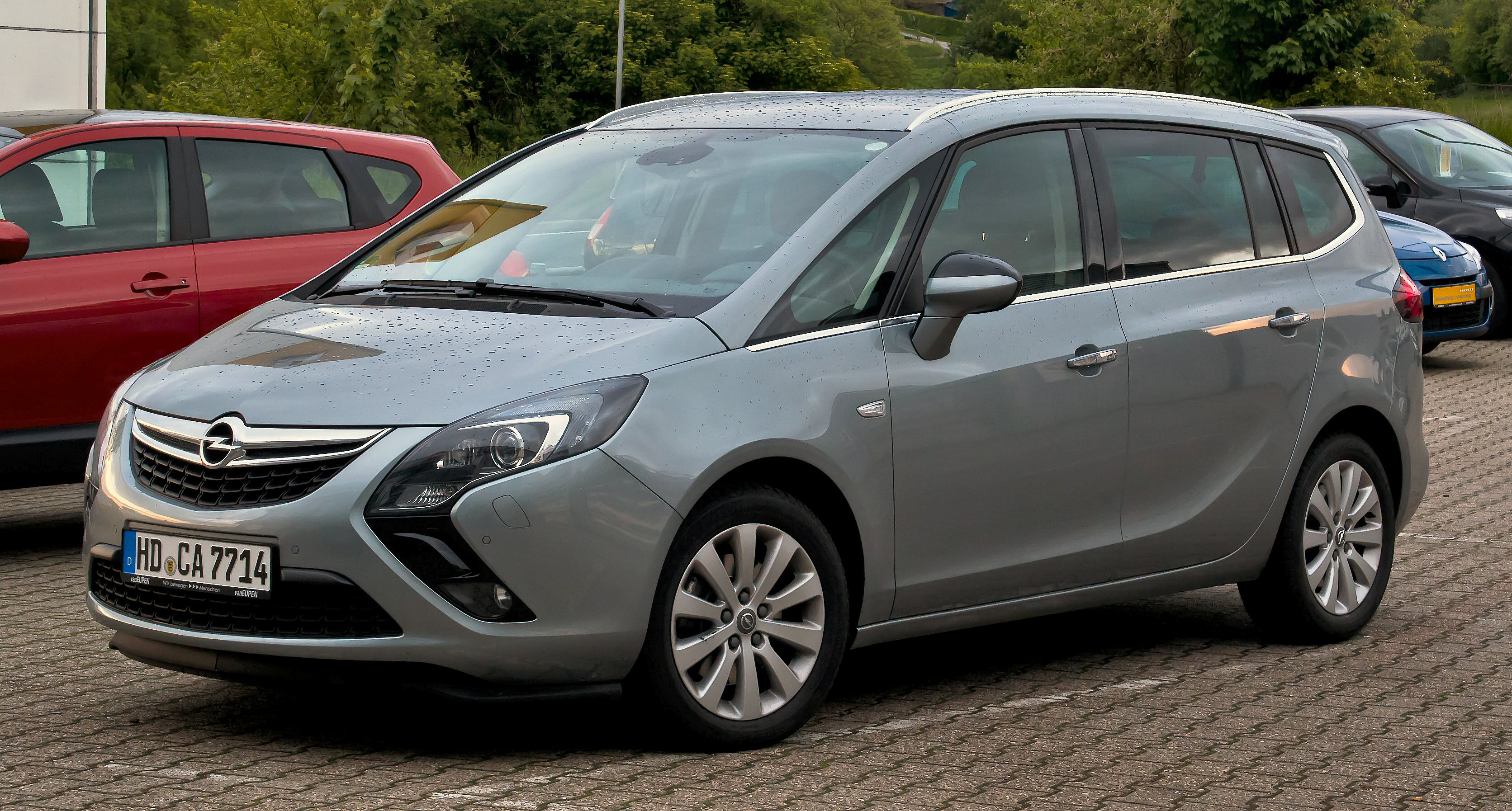
Opel Zafira C (2011–2016)

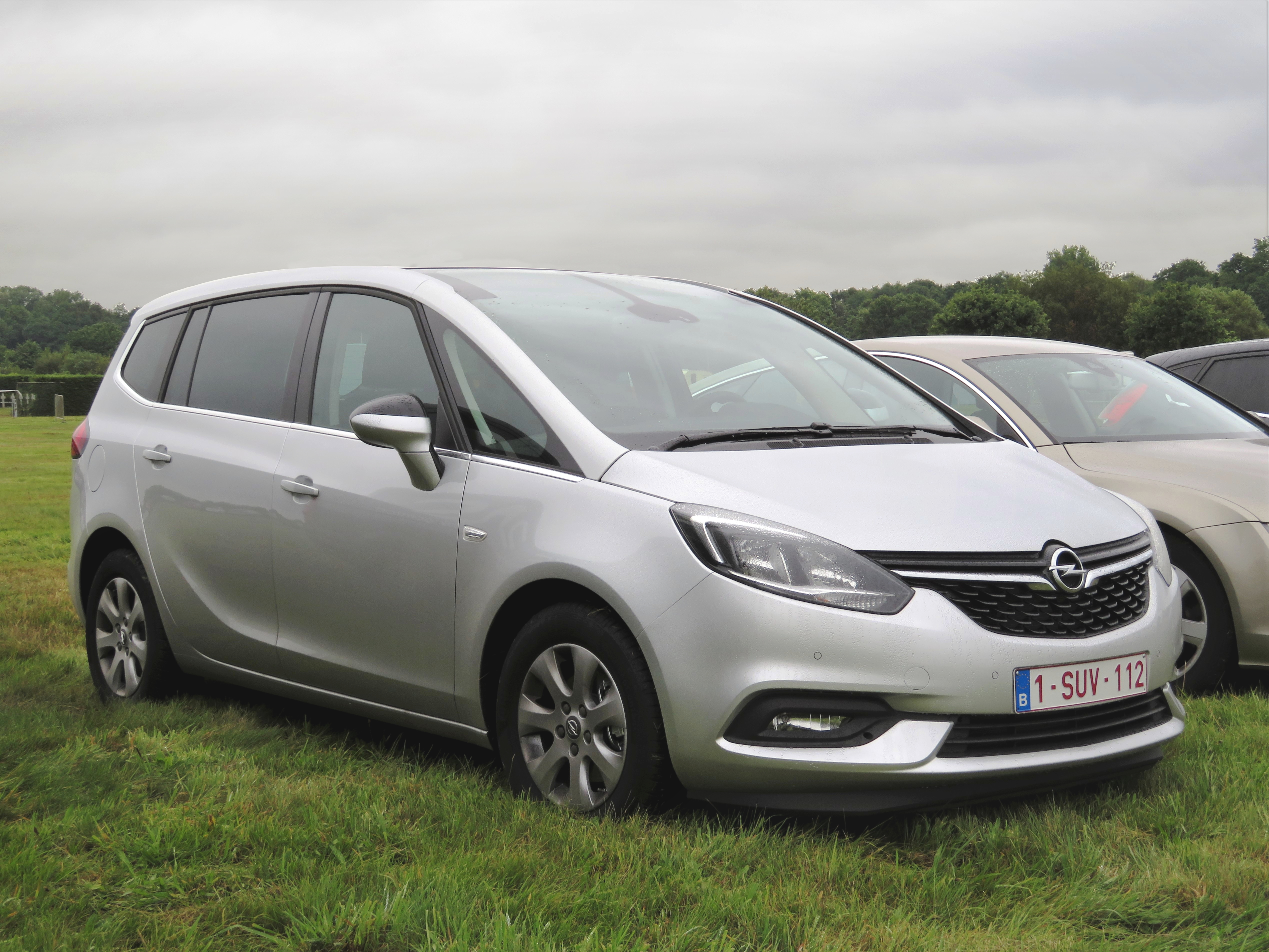
Opel Zafira C (facelift, 2016–2019)

Opel Zafira je prostorné kompaktní sedmimístné víceúčelové vozidlo (MPV) vyráběné v letech 1999 až 2019 koncernem General Motors, jehož součástí je závod Opel již od roku 1931.
Zafira má 7 sedadel uspořádaných ve třech řadách, přičemž zadní řada sedadel může být sklopena, čímž se zvětší zavazadlový prostor. Výroba vozu byla zahájena v lednu 1999 a do roku 2003 zůstal bez vzhledových změn. Po následném faceliftu byla v roce 2005 představena druhá generace. V roce 2007 dostala Zafira B facelift. Na podzim 2011 se představila třetí generace Zafiry.

## Značky a trhy
V různých zemích se automobil prodával pod různým označením:
- Opel Zafira – Evropa (kromě Velké Británie), Jižní Afrika, Čína, Singapur, Japonsko, Tchaj-wan
- Vauxhall Zafira – Velká Británie
- Holden Zafira – Austrálie, Nový Zéland
- Chevrolet Zafira – Jižní Amerika, Mexiko, Thajsko, Indonésie, Filipíny
- Chevrolet Nabira – Malajsie
- Subaru Traviq – Japonsko

## Podezření z emisního podvodu
V říjnu 2015 oznámila německá ekologická organizace Deutsche Umwelthilfe (DUH), že některé vozy Opel Zafira C 1.6 CDTi při testování ve Švýcarsku vykázaly v běžném provozu až pětinásobné množství emisí oxidu dusíku ve srovnání s laboratorními testy. Organizace DUH proto požádala německé úřady, aby prověřily, zda se automobilka Opel nedopustila manipulace s emisními testy podobně jako automobilový koncern Volkswagen. Podle švýcarských expertů ale může být vysvětlením nepříznivého výsledku vypnutí systému AdBlue, který do zplodin vstřikuje močovinu, aby snížil koncentraci oxidů dusíku.

## Montážní závody
- Bochum, Německo
- Rayong, Thajsko
- São José dos Campos, Brazílie

## Motory
Zafira byla dodávána s řadou motorů převzatých z modelu Opel Astra. Evropské verze Zafiry měly tyto motory:
- 1.6/čtyřválec, 74 kW (100 bhp)
- 1.8/ čtyřválec, 92 kW (125 bhp)
- 1.8/ čtyřválec, 103 kW (140 bhp)
- 2.0 Turbo/ čtyřválec, 147 kW (200 bhp)
- 2.2/ čtyřválec, 108 kW (146 bhp)
- 2.0/ čtyřválec turbodiesel, 74 kW (100 bhp)
- 2.2/ čtyřválec turbodiesel, 92 kW (125 bhp)
- 2.2/ čtyřválec turbodiesel, 107 kW (147 bhp)
- 1.8 čtyřválec 85kw (115 bhp)

## Galerie

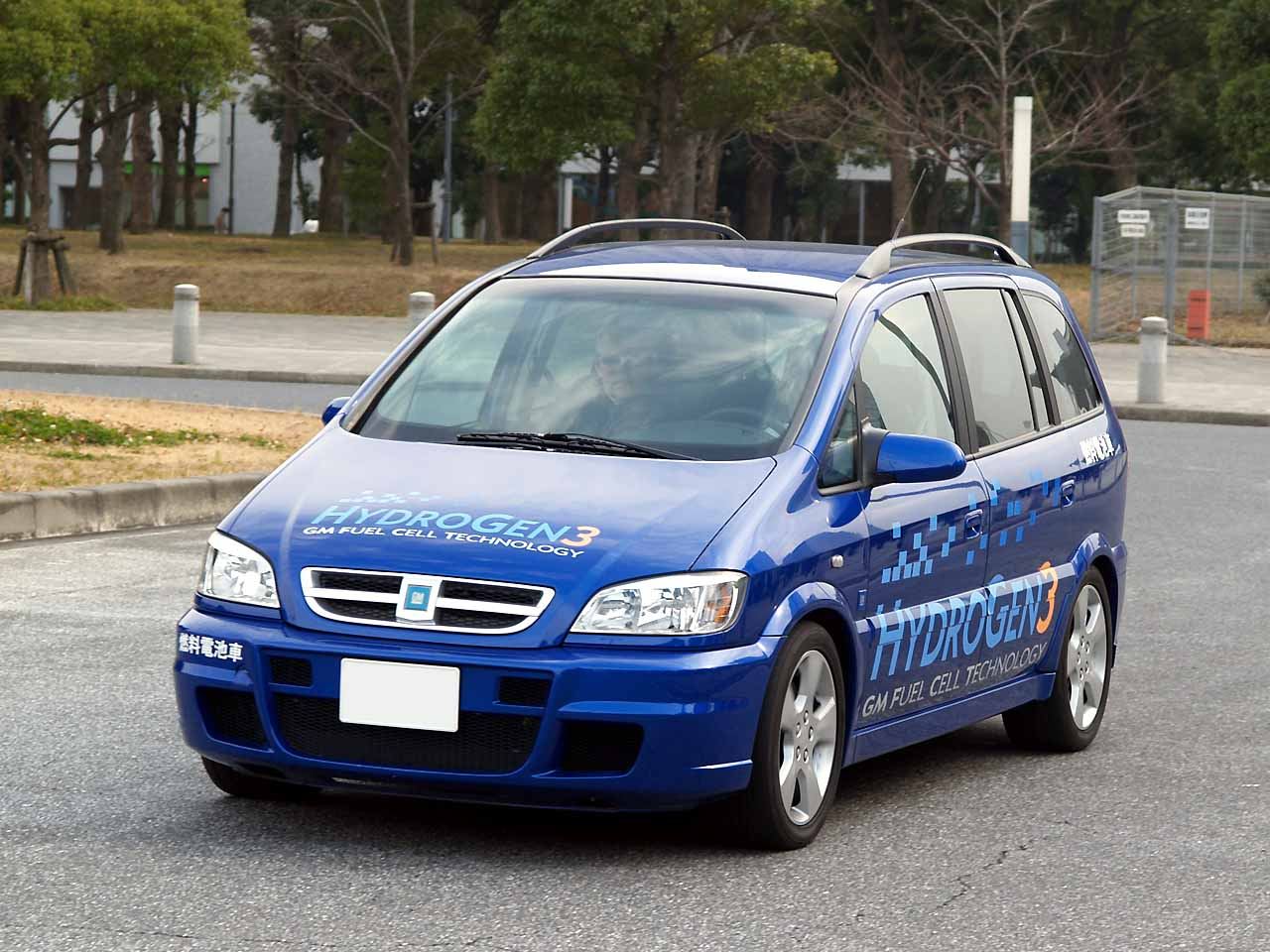
HydroGen3 (Japonská verze)
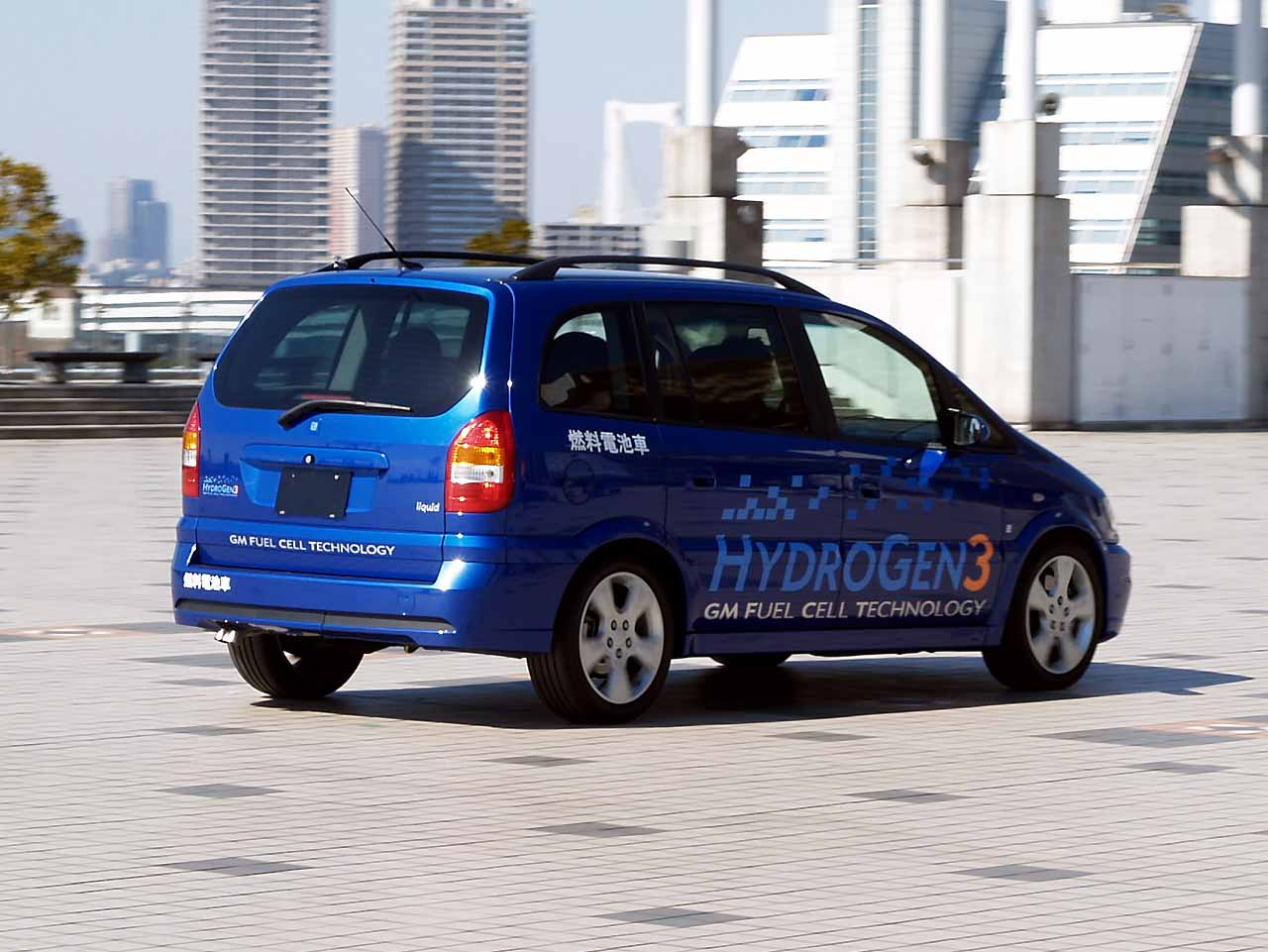
Pohled zezadu
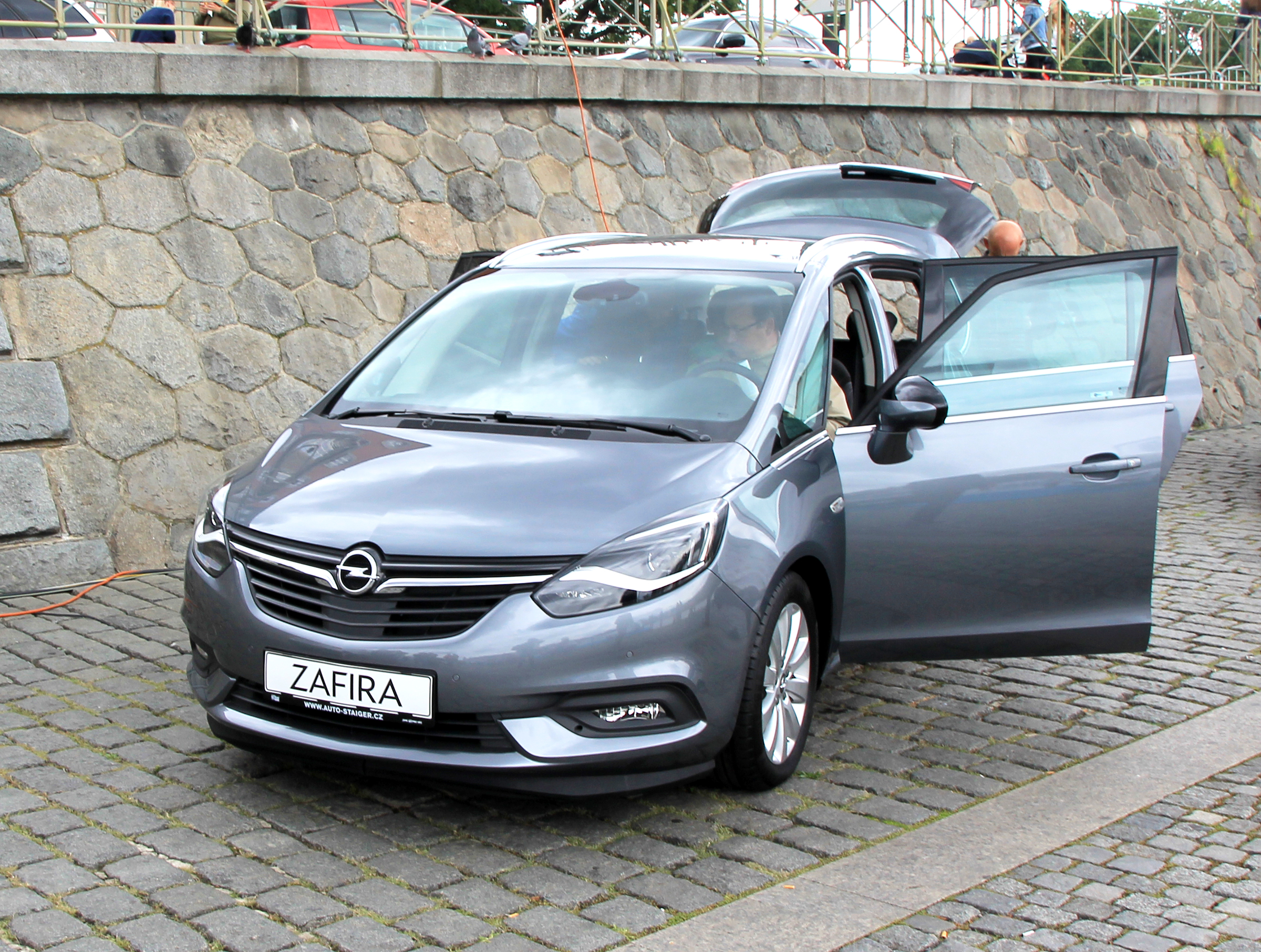
Opel Zafira C v Praze